# Konflikt grecko-macedoński
Konflikt grecko-macedoński – konflikt dyplomatyczny pomiędzy Grecją a Republiką Macedonii, rozpoczęty odmową uznania przez Grecję nazwy swojego sąsiada. Był on ważnym problemem greckiej i macedońskiej polityki zagranicznej od roku 1992, rzutującym także na proces rozszerzenia NATO i Unii Europejskiej. Zakończony został porozumieniem z 2019, w wyniku którego Macedonia zmieniła nazwę na Macedonia Północna.

## Punkty zapalne
Granice krainy historycznej Macedonia
     Macedonia w Grecji (obecnie regiony: Macedonia Zachodnia, Środkowa oraz Macedonia Wschodnia i Tracja)
     Republika Macedonii Północnej
     Obwód Błagojewgrad w Bułgarii
     ośrodek starożytnego Królestwa Macedonii

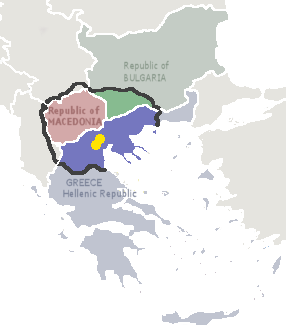
Granice krainy historycznej Macedonia
Macedonia w Grecji (obecnie regiony: Macedonia Zachodnia, Środkowa oraz Macedonia Wschodnia i Tracja)
Republika Macedonii Północnej
Obwód Błagojewgrad w Bułgarii
ośrodek starożytnego Królestwa Macedonii

Główny element konfliktu stanowił sprzeciw Grecji wobec używania przez rząd w Skopje nazwy „Macedonia”, uznawanej przez Greków za element greckiego dziedzictwa narodowego, argumentowany greckim pochodzeniem i grecką tradycją państwową tej nazwy, która wobec tego nie powinna być używana w odniesieniu do innego państwa. Skrajne głosy w Grecji podnosiły brak jakichkolwiek praw do współużytkowania nazwy „Macedonia” ze strony ludności słowiańskiej, nieobecnej w tym regionie w starożytności. Wchodząca w skład koalicji rządzącej niewielka partia Niezależni Grecy negowała także istnienie narodu i języka macedońskich Słowian. Zdaniem Greków korekty wymagały także konstytucja sąsiada, nazwa głównego lotniska, niektórych tras komunikacyjnych, mapy historyczne i podręczniki szkolne. Politycy głównych greckich partii parlamentarnych wskazywali, że nazwa kraju i inne działania rządu macedońskiego są objawem rewizjonizmu i stanowią dowód na zagrożenie granic Grecji (drażnił ich m.in. zapis w konstytucji Macedonii, zgodnie z którym państwo miało dbać o prawa Macedończyków poza granicami kraju). 
Z kolei strona macedońska podnosiła problem mniejszości macedońskiej w Grecji. Macedończycy mieszkają w Grecji w okręgach Florina, Pella oraz okolicach Salonik. Nie są jednak uznawani za mniejszość narodową (lokalne władze określają ich jako etnicznych Greków, zeslawizowanych w przeszłości), toteż nie posiadają odpowiednich dla tego statusu praw. Tymczasem choć większość z ok. 200 tys. osób posługujących się językami słowiańskimi (spośród ok. 2,5 mln mieszkańców regionu Macedonia w Grecji) uważa się za Greków, ok. 10–30 tysięcy uważa się za Macedończyków. W 1995 roku w miejscowości Florina grupa Greków zniszczyła siedzibę organizacji macedońskiej mniejszości Vinożito (Tęcza).

## Historia sporu
Konflikt rozpoczął się po ogłoszeniu niepodległości w grudniu 1991 przez Macedonię, stanowiącą wcześniej jedną z republik federacyjnych Jugosławii. W nowym kraju początkowo pojawiły się hasła przyłączenia do niego zamieszkałych przez Macedończyków terenów poza granicami. Co prawda rząd Macedonii szybko zadeklarował brak jakichkolwiek roszczeń terytorialnych, jednak Grecja zablokowała nawiązanie przez nowy kraj stosunków dyplomatycznych z Unią Europejską. Od 1992 toczyły się negocjacje, jednak Macedończycy odrzucali proponowane przez Greków nazwy bez użycia słowa „Macedonia” (np. Republika Skopje czy Republika Wardaru), natomiast Grecja odrzuciła portugalską propozycję nazwy „Nowa Macedonia”. W 1993 Macedonię przyjęto do Organizacji Narodów Zjednoczonych pod tymczasową nazwą „Była Jugosłowiańska Republika Macedonii” (ang. The Former Yugoslav Republic of Macedonia – FYROM). Jednak na początku 1994 Grecja zerwała negocjacje, zamknęła swój konsulat w Skopje oraz nałożyła na Macedonię embargo handlowe. Wysiłki ONZ, UE i Stanów Zjednoczonych doprowadziły do zawarcia tymczasowego porozumienia w roku 1995. Wznowiono stosunki dyplomatyczne i gospodarcze pomiędzy państwami, oba kraje wyrzekły się wszelkich działań godzących w suwerenność i integralność polityczną swojego sąsiada oraz zapewniły, że nie będą wykorzystywać symboli stanowiących element historycznego dziedzictwa kulturowego sąsiada. W efekcie Macedonię przyjęto do Rady Europy i OBWE. 
     używające nazwy „Była Jugosłowiańska Republika Macedonii” we wszystkich oficjalnych dokumentach.
     używające nazwy „Republika Macedonii” w stosunkach dwustronnych.
     których stanowisko w sporze nie jest znane.
     które nie utrzymują stosunków dyplomatycznych z Republiką Macedonii

Kraje/podmioty
używające nazwy „Była Jugosłowiańska Republika Macedonii” we wszystkich oficjalnych dokumentach.
używające nazwy „Republika Macedonii” w stosunkach dwustronnych.
których stanowisko w sporze nie jest znane.
które nie utrzymują stosunków dyplomatycznych z Republiką Macedonii (mapa z 2013)

Po podpisaniu porozumienia stosunki grecko-macedońskie się poprawiły. Konflikt jednak nie wygasł, choć wiosną 2004 roku Macedonia wycofała swoje wojska znad granicy z Grecją w ramach projektu zdemilitaryzowania wszystkich granic tego państwa, a Grecja była największym partnerem handlowym i zagranicznym inwestorem w tym kraju. Jego efektem było zablokowanie przez Grecję w 2008 przystąpienia Macedonii do NATO oraz zawetowanie otwarcia negocjacji akcesyjnych tego kraju do Unii Europejskiej w 2009. Z kolei Macedonia odmówiła zgody na tranzyt greckich sił pokojowych wysyłanych do Kosowa. Stanowisko Grecji poparła także Bułgaria, zarzucająca Macedonii antybułgarską kampanię. Sytuacji nie zmieniło orzeczenie Międzynarodowego Trybunału Sprawiedliwości z 2011, w którym uznano zablokowanie członkostwa Macedonii w NATO za stanowiące naruszenie porozumienia z 1995.
Pod koniec pierwszej dekady XXI w. rządząca w Macedonii prawica ponownie zaczęła nawiązywać do historii starożytnej Macedonii (m.in. imieniem Aleksandra Wielkiego nazwano główny port lotniczy i główną autostradę kraju) czy wykorzystywać retorykę nacjonalistyczną. W stolicy stanęły monumentalne pomniki Aleksandra Macedońskiego i innych ważnych postaci starożytnej Macedonii. Polityka rządzącej partii WMRO-DPMNE, mimo prozachodnich deklaracji, nie prowadziła do pojednania z sąsiadami, a raczej do mobilizacji wyborców dzięki hasłom zagrożenia tożsamości narodowej. Prowokowano w ten sposób sąsiada do kolejnych kroków odwetowych. Grecja bojkotowała na swym terytorium te znaki towarowe i działalność gospodarczą firm z Republiki Macedonii, które usiłowały używać w Grecji przymiotnika „macedoński”. Odrzucała też konsekwentnie wszystkie propozycje kompromisowych nazw, jakie przedstawiał w 2012 i 2013 negocjator ze strony ONZ – nie godząc się na żadną nazwę zawierającą słowo „Macedonia”.
Greckie stanowisko w sprawie nazwy znalazło się pod rosnącą presją w kolejnych latach. Duża część państw wycofała się z poparcia dla Grecji i uznała państwo pod nazwą „Republika Macedonii” – wśród nich czterech z pięciu stałych członków Rady Bezpieczeństwa ONZ: Chiny, Rosja, Stany Zjednoczone i Wielka Brytania. Grecja, wśród stawianych warunków, oczekiwała uzupełnienia nazwy Macedonii o przymiotnik wskazujący, że chodzi tu wyłącznie o część historycznego regionu. W podobnym kierunku szły przedstawione w styczniu 2018 propozycje negocjatora ONZ: Republika Nova Makedonija, Republika Severna Makedonija, Republika Gorna Makedonija, Republika Vardarska Makedonija i Republika Makedonija (Skopje). Władze Macedonii w tym samym czasie zapowiedziały zmianę nazw portu lotniczego i autostrady.

## Rozwiązanie sporu
12 czerwca 2018 roku premierzy Grecji i Macedonii – Aleksis Tsipras i Zoran Zaew – ogłosili osiągnięcie porozumienia stanowiącego kompromisowe rozwiązanie sporu. Władze macedońskie zgodziły się na zmianę nazwy państwa na „Republikę Macedonii Północnej” (Republika Severna Makedonija), która miała zastąpić zarówno używaną przez władze macedońskie nazwę „Republika Macedonii”, jak i używaną na forum międzynarodowym nazwę „Była Jugosłowiańska Republika Macedonii”. Zgodziły się także na usunięcie z konstytucji odniesień do mniejszości macedońskiej za granicą. Ustępstwem greckim była zgoda na użycie słowa „macedoński” dla określenia języka używanego przez mieszkańców republiki, uznając w ten sposób macedońską „tożsamość etniczną”. Obywatelstwo kraju miało być określane jako „macedońskie”, jednak z uszczegółowieniem „obywatel Republiki Macedonii Północnej”. Ustalono jednocześnie harmonogram kroków, które miały doprowadzić do wejścia porozumienia w życie do końca 2018 roku – kolejno: ratyfikacja porozumienia przez parlament w Skopje, podpisanie porozumienia przez macedońskiego prezydenta, wycofanie sprzeciwu Grecji wobec rozpoczęcia negocjacji w sprawie przystąpienia Macedonii do Unii Europejskiej i wobec zaproszenia jej do NATO, referendum w Macedonii i zatwierdzenie zmiany konstytucji i wreszcie ratyfikacja umowy przez parlament w Grecji (wraz z ewentualnym aktem potwierdzającym przystąpienie Macedonii do NATO). 
Powodzenie procesu zatwierdzenia porozumienia nie było pewne: w obu krajach głos przeciwko niemu zabrała znacząca opozycja przeciwko jego zawarciu (w Macedonii m.in. partia WMRO-DPMNE), przeciwna porozumieniu była także Rosja, która chciała podtrzymać napięcie na Bałkanach i zapobiec rozszerzeniu NATO. Po zawarciu porozumienia w parlamencie greckim postawiono wniosek o wotum nieufności wobec Aleksisa Tsiprasa, a prezydent Macedonii Ǵorge Iwanow zgłosił weto wobec tej umowy. W obu wypadkach parlamenty Grecji i Macedonii oddaliły te środki. W obu krajach doszło także do protestów ulicznych, w których inspirowaniu i finansowaniu prawdopodobnie miała udział Rosja. W referendum w sprawie integracji UE i akceptacji porozumienia przeprowadzonym przez rząd macedoński 30 września 2018 frekwencja nie przekroczyła wymaganego progu 50% (uczestniczyło w nim tylko 36,9% uprawnionych, z czego 91,5% głosowała za akceptacją). Referendum to jednak nie miało charakteru wiążącego, a jedynie doradczy.
Na początku 2019 rząd macedoński uzyskał wymaganą większość 2/3 w parlamencie i przeprowadził konieczne poprawki w konstytucji. Poparcie brakujących posłów uzyskał oferując kilku politykom przeciwnej porozumieniu WMRO-DPMNE uchylenie karalności czynów popełnionych przez nich w związku z wtargnięciem w 2017 do parlamentu bojówek nacjonalistycznych, co miało zapobiec przejęciu władzy przez rząd Zaewa. Porozumienie ratyfikował także parlament grecki i 6 lutego 2019 przedstawiciele państw NATO oraz Macedonii podpisali dokument przyjęcia tego państwa do organizacji. Pierwszym krajem członkowskim, który ratyfikował to ten protokół została Grecja (8 lutego 2019 r.). 12 lutego 2019 porozumienie weszło w życie i Republika Macedonii zmieniła nazwę państwa na „Republika Macedonii Północnej”. 27 marca 2020 Macedonia Północna stała się członkiem NATO, a dzień wcześniej, tj. 26 marca 2020 Rada Europejska zatwierdziła decyzję o rozpoczęciu negocjacji akcesyjnych Macedonii Północnej i Albanii do Unii Europejskiej.